# Tlalnelhuayocan
Tlalnelhuayocan es una localidad del estado mexicano de Veracruz. Es cabecera del municipio de Tlalnelhuayocan.

## Demografía
| Censo | Población |
| ----- | --------- |
| 1900  | 301       |
| 1910  | 1074      |
| 1921  | 2364      |
| 1930  | 500       |
| 1940  | 428       |
| 1950  | 576       |
| 1960  | 541       |
| 1970  | 587       |
| 1980  | 1121      |
| 1990  | 756       |
| 1995  | 781       |
| 2000  | 878       |
| 2005  | 981       |
| 2010  | 957       |
| 2020  | 1129      |